# Albertinopsis
Albertinopsis es un género de foraminífero bentónico de la familia Rosalinidae, de la superfamilia Discorboidea, del suborden Rotaliina y del orden Rotaliida. Su especie tipo es Albertinopsis norrisi. Su rango cronoestratigráfico abarca el Albiense (Cretácico inferior).

## Clasificación
Albertinopsis incluye a la siguiente especie:
- Albertinopsis norrisi †